# Condado de Sharkey
O Condado de Sharkey é um dos 82 condados do estado norte-americano do Mississippi. A sua sede de condado é Rolling Fork, que é também a sua maior cidade.
O condado tem uma área de 1127 km² (dos quais 18 km² estão cobertos por água), uma população de 4916 habitantes, e uma densidade populacional de 4,4 hab/km² (segundo o censo nacional de 2010). O condado foi fundado em 1876 e recebeu o seu nome em homenagem a William L. Sharkey (1798-1873), juiz e político, que foi Governador do Mississippi em 1865.